# Лукас, Генри (политик)
Ге́нри Лу́кас (англ. Henry Lucas), (ок. 1610 года — июль 1663 год) — английский священник и политик, член английского парламента (1640—1648), меценат. Известен как учредитель престижной должности Лукасовского профессора математики в Кембриджском университете.

## Биография

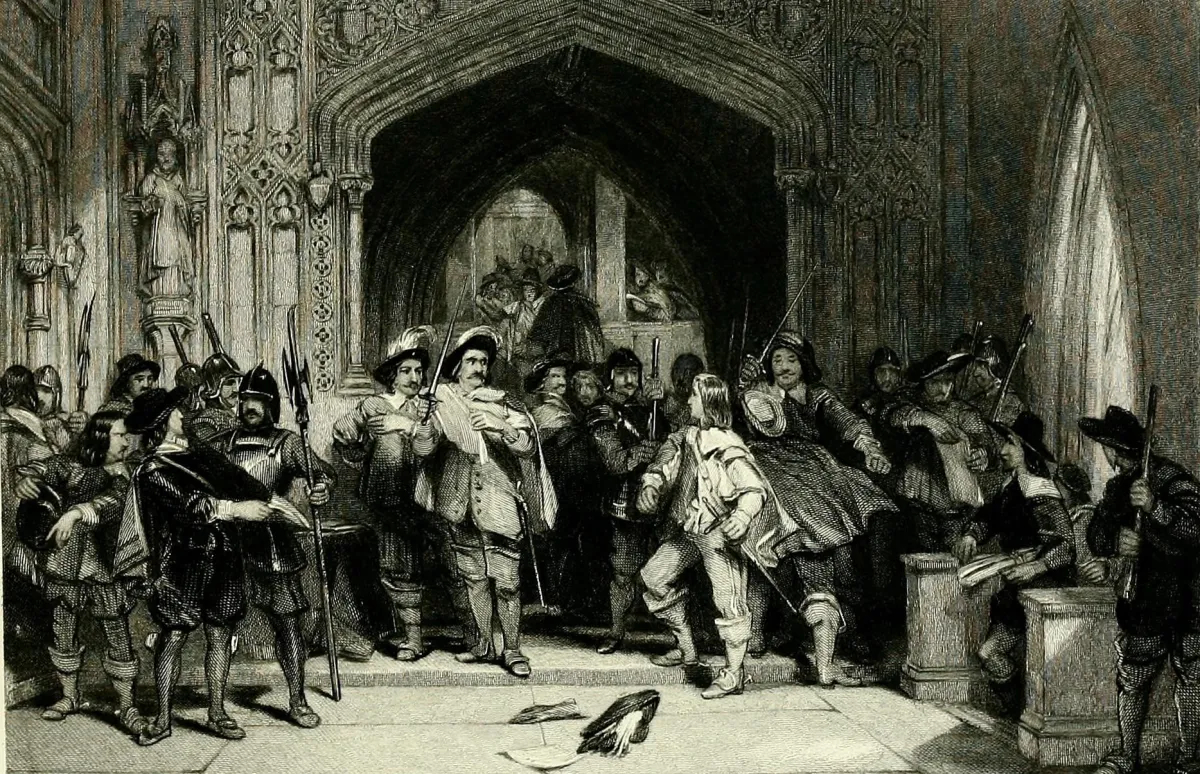
Полковник Прайд преграждает путь парламентариям-пресвитерианам. Гравюра

Лукас окончил Колледж Святого Иоанна Кембриджского университета. Был секретарем у 1-го графа Голландского Генри Рича.
В апреле 1640 года избран в Короткий парламент. В ноябре 1640 года избран в Долгий парламент. В парламент избирался от Кембриджского  университета. Исключен из членов парламента в декабре 1648 года в результате Прайдовой чистки.
Похоронен 22 июля 1663 года в Церкви Темпл (англ. Temple Church) в Лондоне.

## Завещание
По завещанию Лукаса, его деньги (7 тыс. фунтов) передавались на строительство и содержание богадельни для бедных стариков. Здание было построено в 1666 году в Лондоне. Само учреждение как богадельня Генри Лукаса существовала до 2002 года. Затем было объединено с другим социальным учреждением.
Лукас завещал Кембриджскому университету свою библиотеку (4 тыс. книг) и землю, которая давала доход в 100 фунтов в год, для финансирования должности профессора математики. В результате была учреждена одна из самых престижных именных профессур в истории — должность Лукасовского профессора математики в Кембриджском университете. В разное время место Лукасовского профессора математики занимали: Исаак Ньютон, Чарльз Бэббидж, Поль Дирак и Стивен Хокинг.